# Comuna Peștișani, Gorj
Peștișani este o comună în județul Gorj, Oltenia, România, formată din satele Boroșteni, Brădiceni, Frâncești, Gureni, Hobița, Peștișani (reședința) și Seuca.

## Așezare
Localitatea este poziționată la aproximativ 20 km vest de Târgu Jiu, pe drumul național DN67D, la poalele Munților Carpați, mai exact în Subcarpații Getici, pe malul râului Bistrița. Climatul are influențe mediteraneene, iar altitudinea variază între 200 m în sud și aproape 2.000 m în nord, atingând Vârful Oslea (1.946 m), cel mai înalt punct al Munților Vâlcan.

## Demografie
Componența etnică a comunei Peștișani
     Români (95,36%)
     Alte etnii (0,06%)
     Necunoscută (4,58%)
Componența confesională a comunei Peștișani
     Ortodocși (94,51%)
     Alte religii (0,57%)
     Necunoscută (4,92%)
Conform recensământului efectuat în 2021, populația comunei Peștișani se ridică la 3.535 de locuitori, în scădere față de recensământul anterior din 2011, când fuseseră înregistrați 3.732 de locuitori. Majoritatea locuitorilor sunt români (95,36%), iar pentru 4,58% nu se cunoaște apartenența etnică. Din punct de vedere confesional, majoritatea locuitorilor sunt ortodocși (94,51%), iar pentru 4,92% nu se cunoaște apartenența confesională.

## Istorie
La sfârșitul secolului al XIX-lea, comuna făcea parte din plaiul Vulcan a județului Gorj și era alcătuită din satele Peștișani, Boroșteni, Seuca și Hobița, cu o populație de 2350 de locuitori. În comună exista două școli mixte, una la Seuca și una la Boroșteni, frecventate de 46 de elevi respectiv 48 de elevi și șase biserici. La acea vreme, pe teritoriul actual al comunei funcționa în aceiași plasă, și comuna Brădiceni. Comuna Brădiceni era alcătuită doar din satul de reședință cu același nume având o populație de 720 de locuitori (dintre care 3 familii de bulgari și 4 de rromi). În comună funcționa o moară cu apă și trei biserici (două din lemn și una de zid).
Anuarul Socec din 1925 consemnează cele două comune în plasa Brădiceni din același județ. Comuna Peștișani avea o populație de 680 de locuitori (în satele Peștișani, Gureni, Hobița, Frâncești, Boroșteni, Bocșa și Seuca), iar comuna Brădiceni este consemnată în aceiași alcătuire, fiind reședința plășii cu aceiași denumire, având o populație de 1480 de locuitori.
În 1931, satele Frâncești, Boașca și Gureni formează temporar comuna Frâncești, iar comunei Brădiceni îi se adaugă în componența sa, satul Drăgoiești. Astfel, comuna Peștișani rămâne cu satele Seuca, Peștișani și Boroșteni.
În anul 1950, comunele au fost arondate raionului Târgu Jiu a regiunii Gorj, raion care doi ani mai târziu a fost arondat regiunii Craiova, și apoi (după 1960), regiunii Oltenia.
În anul 1968, comunele au fost transferate la județul Gorj, iar cu această ocazie, se desființează comunele Frâncești și Brădiceni, și satele ei au fost incluse în comuna Peștișani. Tot atunci, satele Drăgoiești și Boașca au fost desființate și contopite cu satele Brădiceni și Frâncești.

## Politică și administrație
Comuna Peștișani este administrată de un primar și un consiliu local compus din 13 consilieri. Primarul, Cosmin Pigui[*], de la Partidul Social Democrat, este în funcție din 2016. Începând cu alegerile locale din 2024, consiliul local are următoarea componență pe partide politice:
|  | Partid                          | Consilieri | Componența Consiliului | Componența Consiliului | Componența Consiliului | Componența Consiliului | Componența Consiliului | Componența Consiliului |
|  | ------------------------------- | ---------- | ---------------------- | ---------------------- | ---------------------- | ---------------------- | ---------------------- | ---------------------- |
|  | Partidul Social Democrat        | 6          |                        |                        |                        |                        |                        |                        |
|  | Partidul Național Liberal       | 2          |                        |                        |                        |                        |                        |                        |
|  | Partidul Mișcarea Populară      | 2          |                        |                        |                        |                        |                        |                        |
|  | Uniunea Salvați România         | 1          |                        |                        |                        |                        |                        |                        |
|  | Alianța pentru Unirea Românilor | 1          |                        |                        |                        |                        |                        |                        |
|  | Partidul PRO România            | 1          |                        |                        |                        |                        |                        |                        |

## Personalități născute aici
- Constantin Brâncuși (1876 - 1957), sculptor de valoare mondială, membru al Academiei Române.
- Grigore Brâncuș (1929 - 2022), filolog

## Vezi și
- Biserica Sfântul Nicolae din Brădiceni
- Biserica de lemn din Frâncești-Boașca
- Biserica de lemn din Gureni
- Biserica de lemn din Hobița
- Biserica de lemn din Peștișani
- Nordul Gorjului de Vest (sit de importanță comunitară)

## Imagini

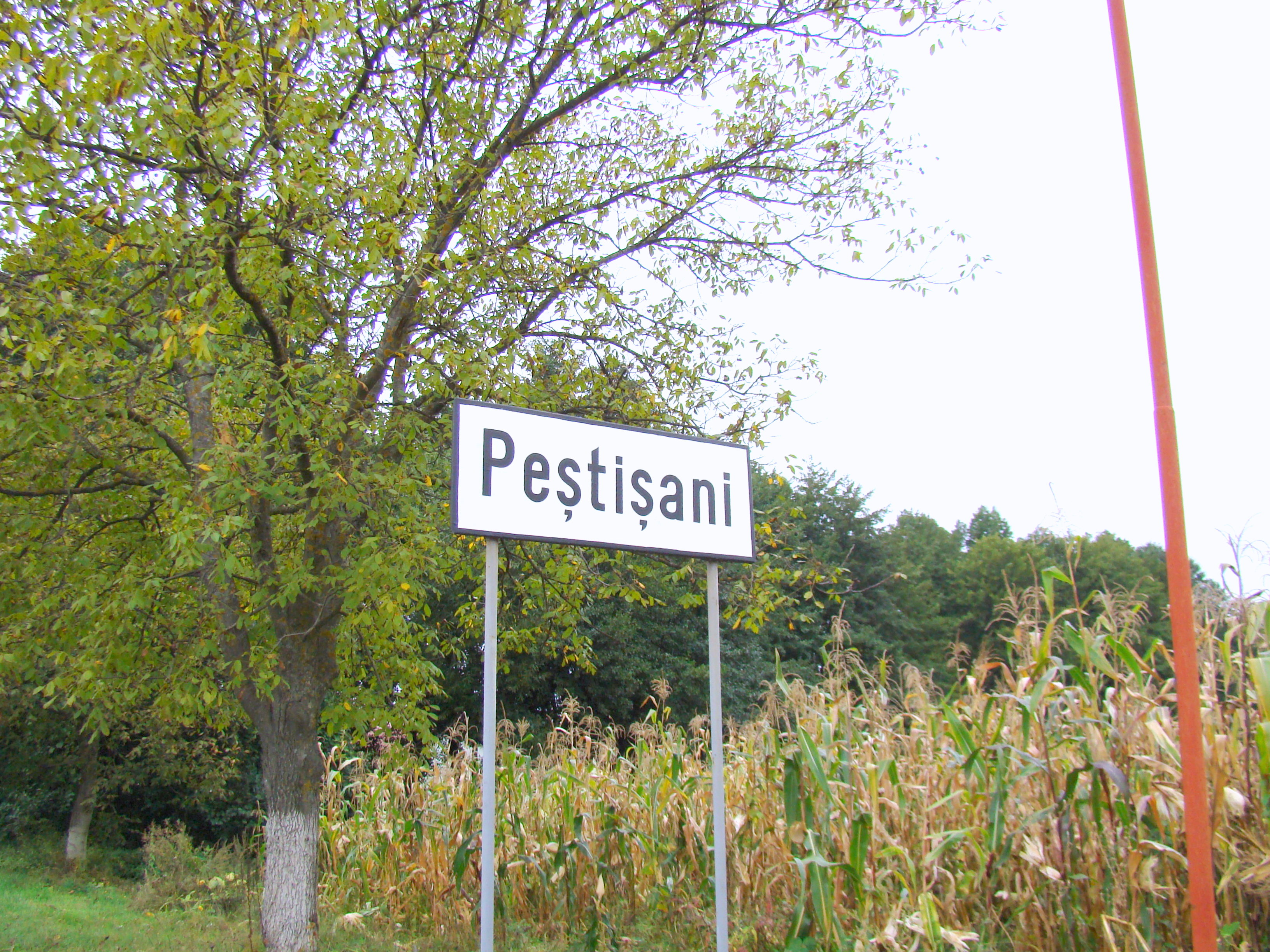
Intrarea în centrul de comună Peștișani
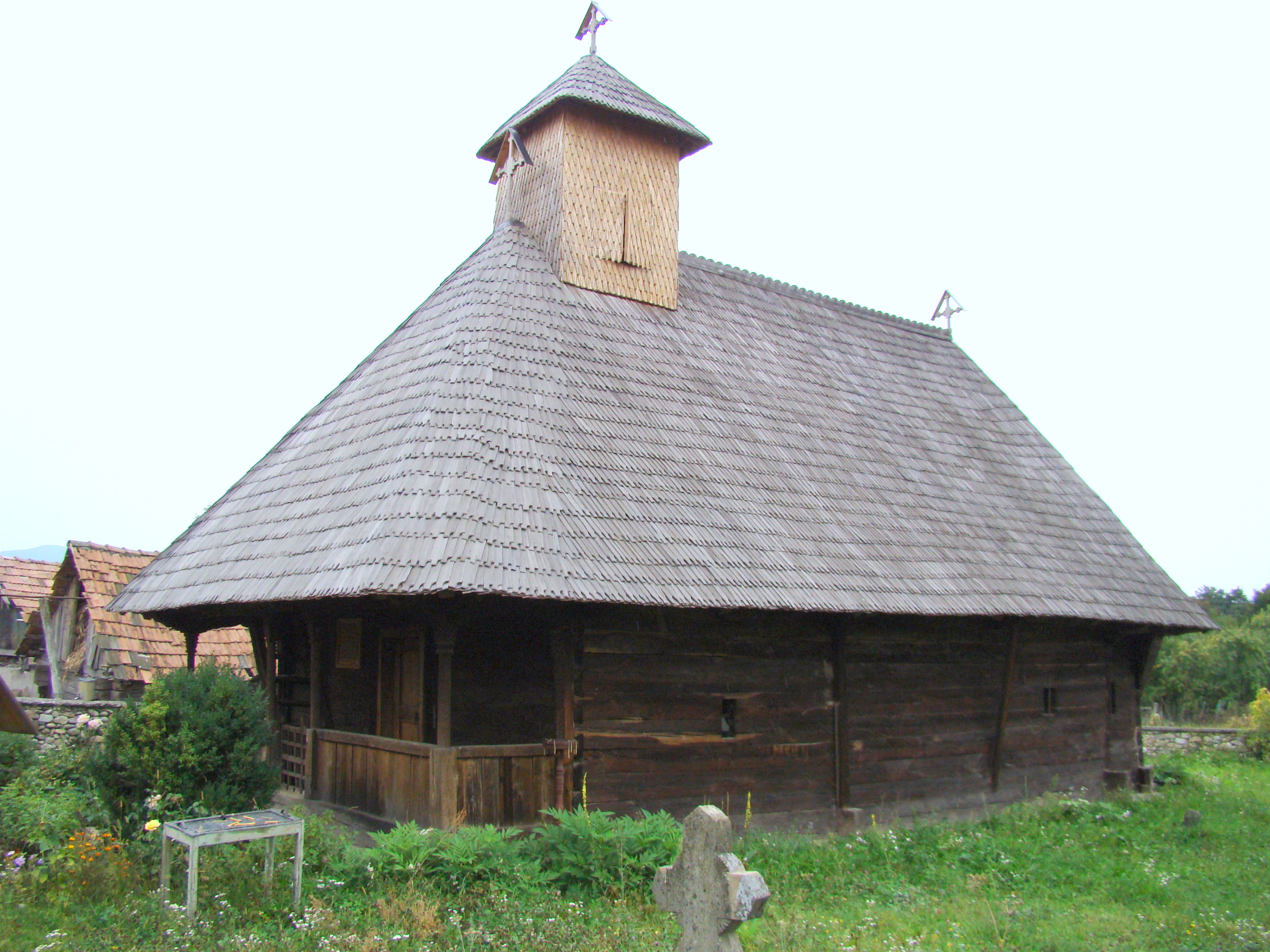
Biserica de lemn din Peștișani (monument istoric)
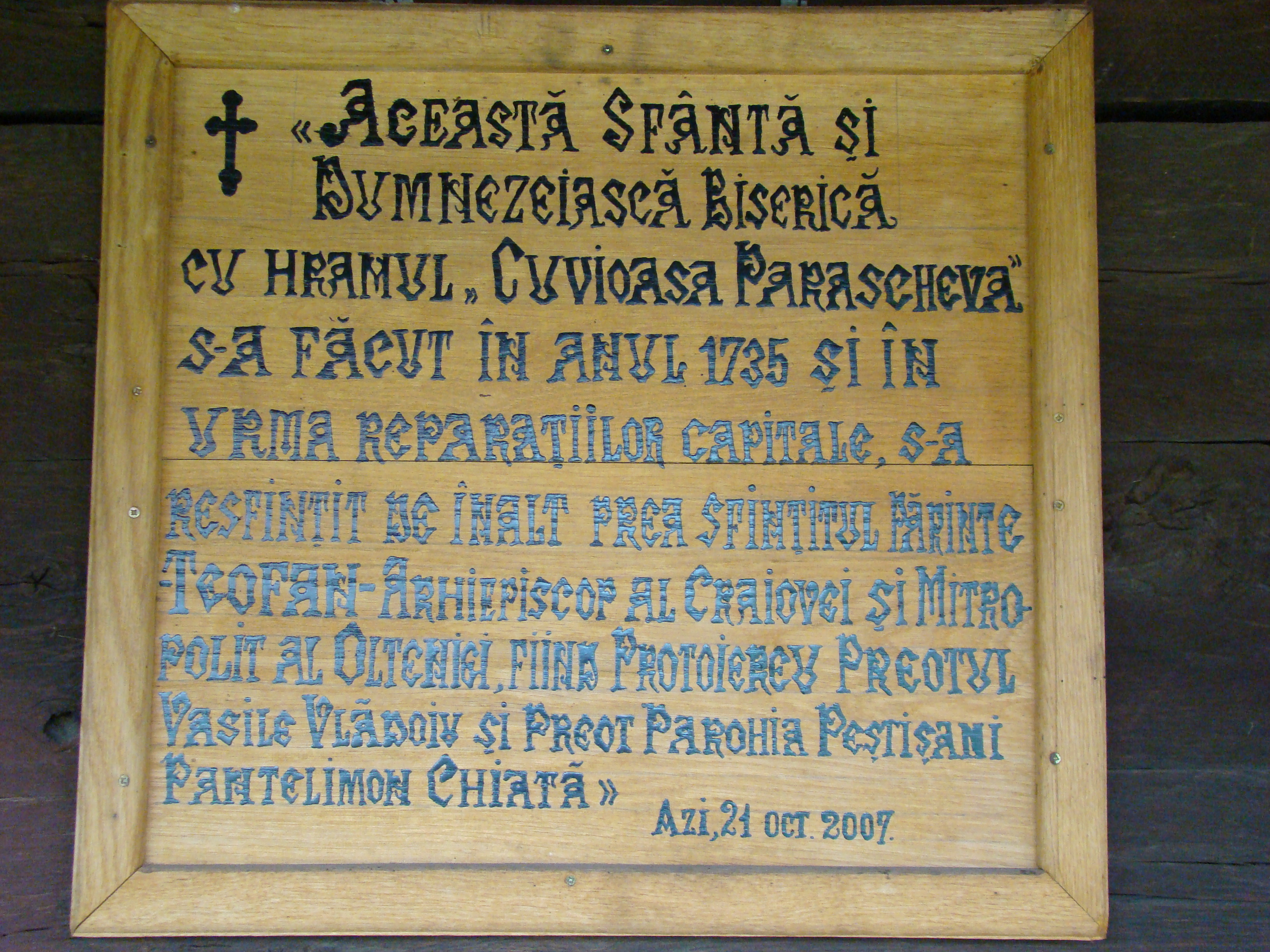
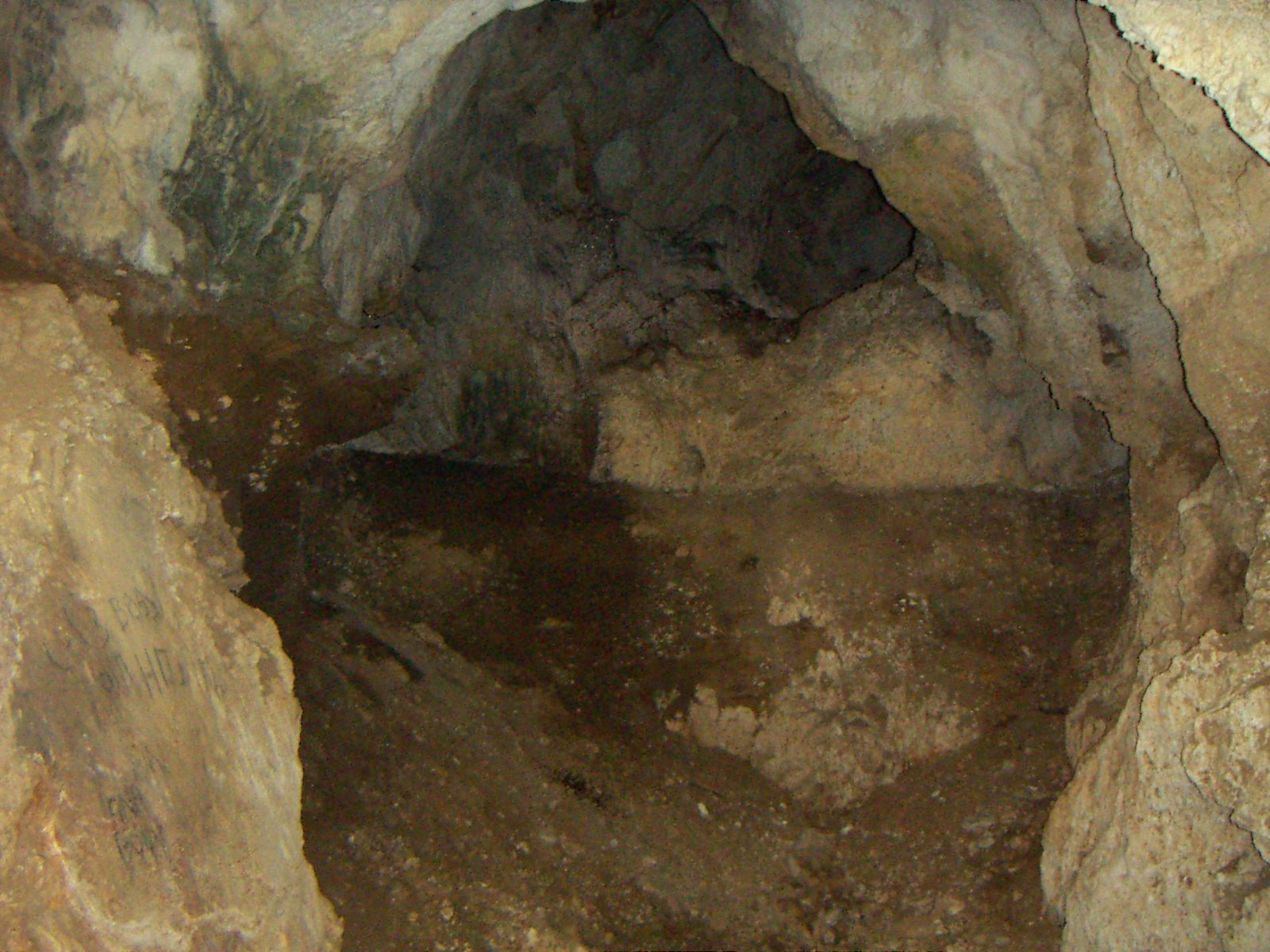
Peştera Cioarei, sat Boroşteni
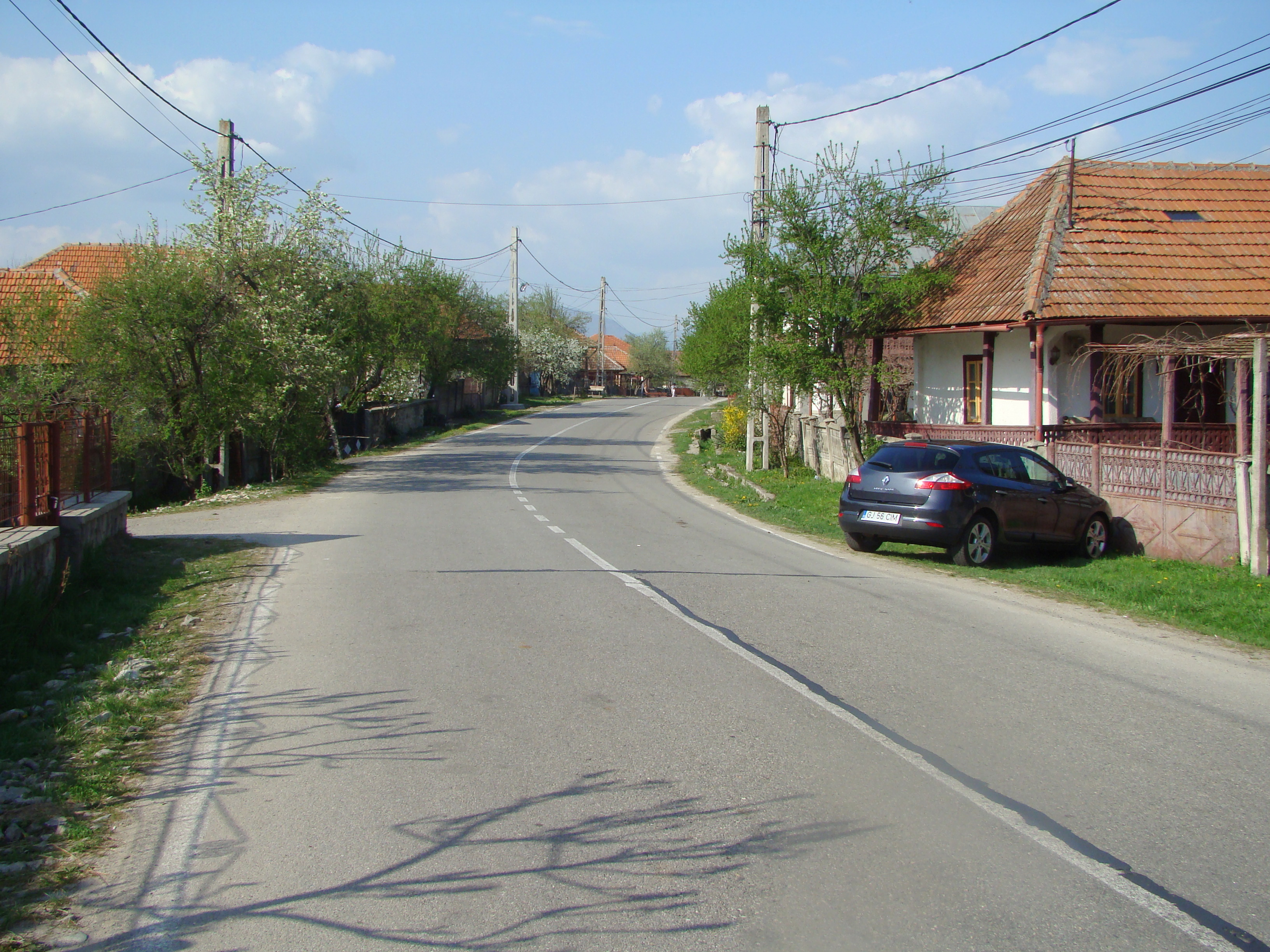
Brădiceni
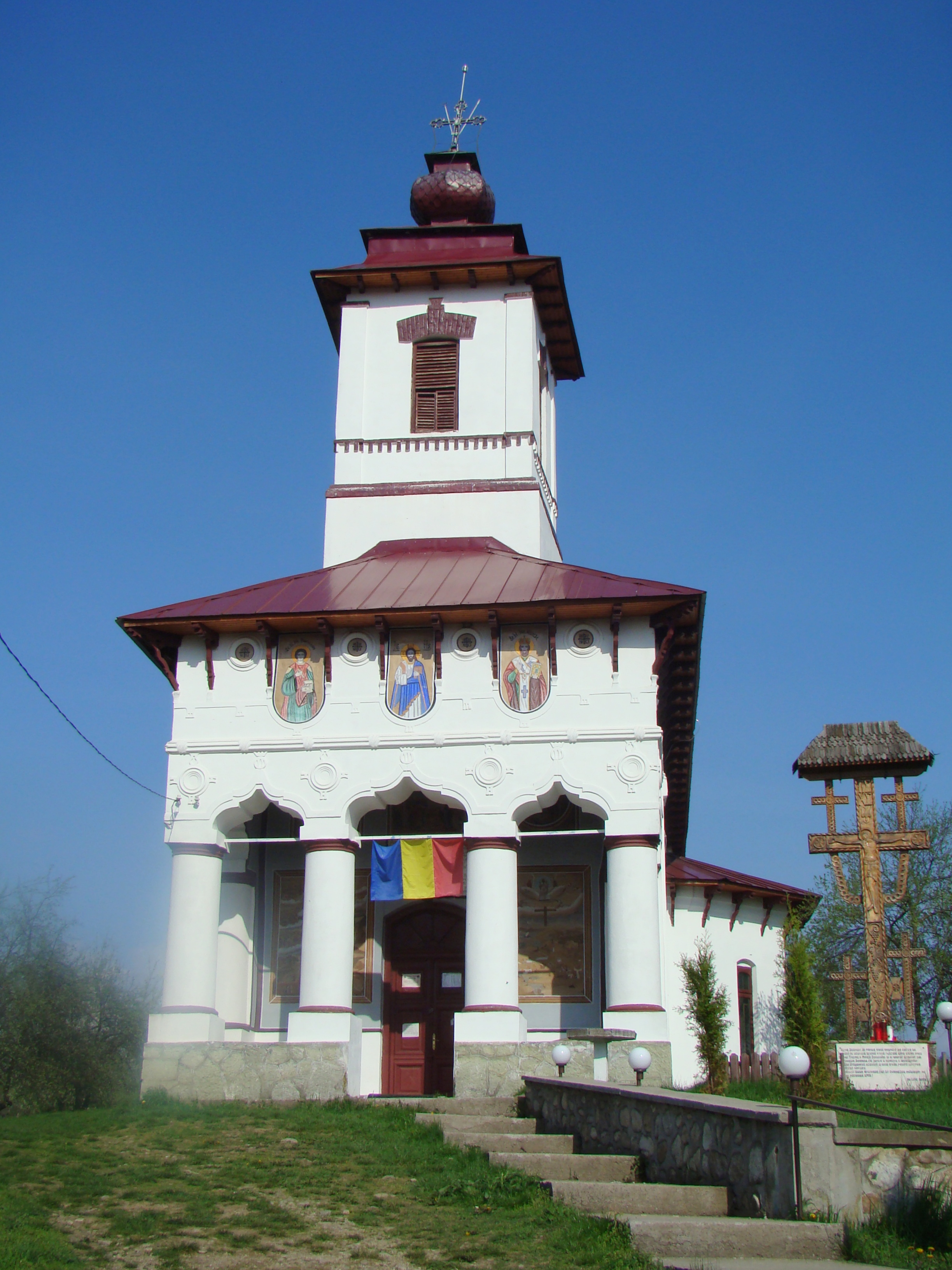
Biserica din Drăgoieşti, fost sat al comunei Brădiceni, acum cătun al localităţii Brădiceni, comuna Peştişani
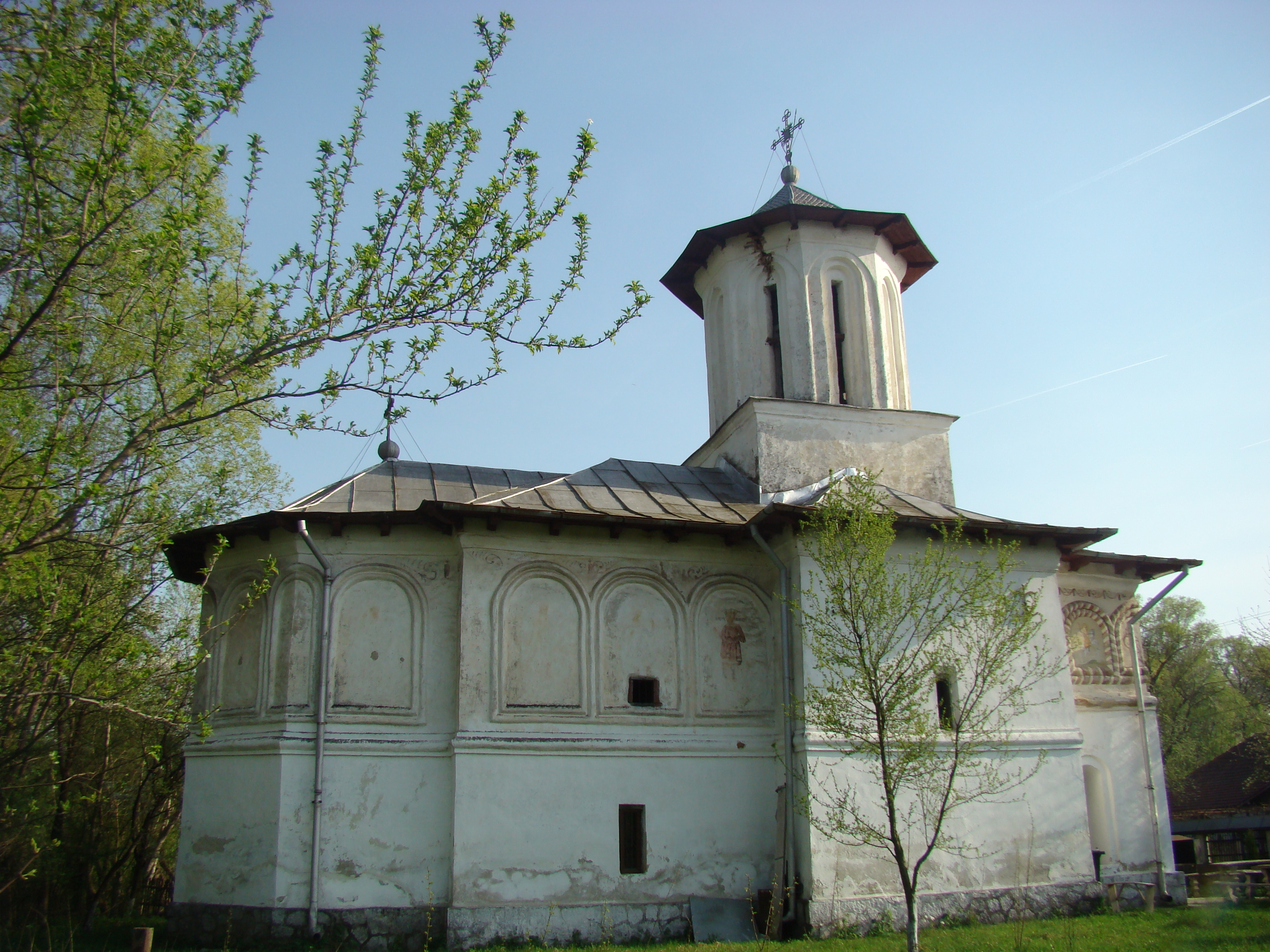
Biserica Sfântul Nicolae din Brădiceni (monument istoric)
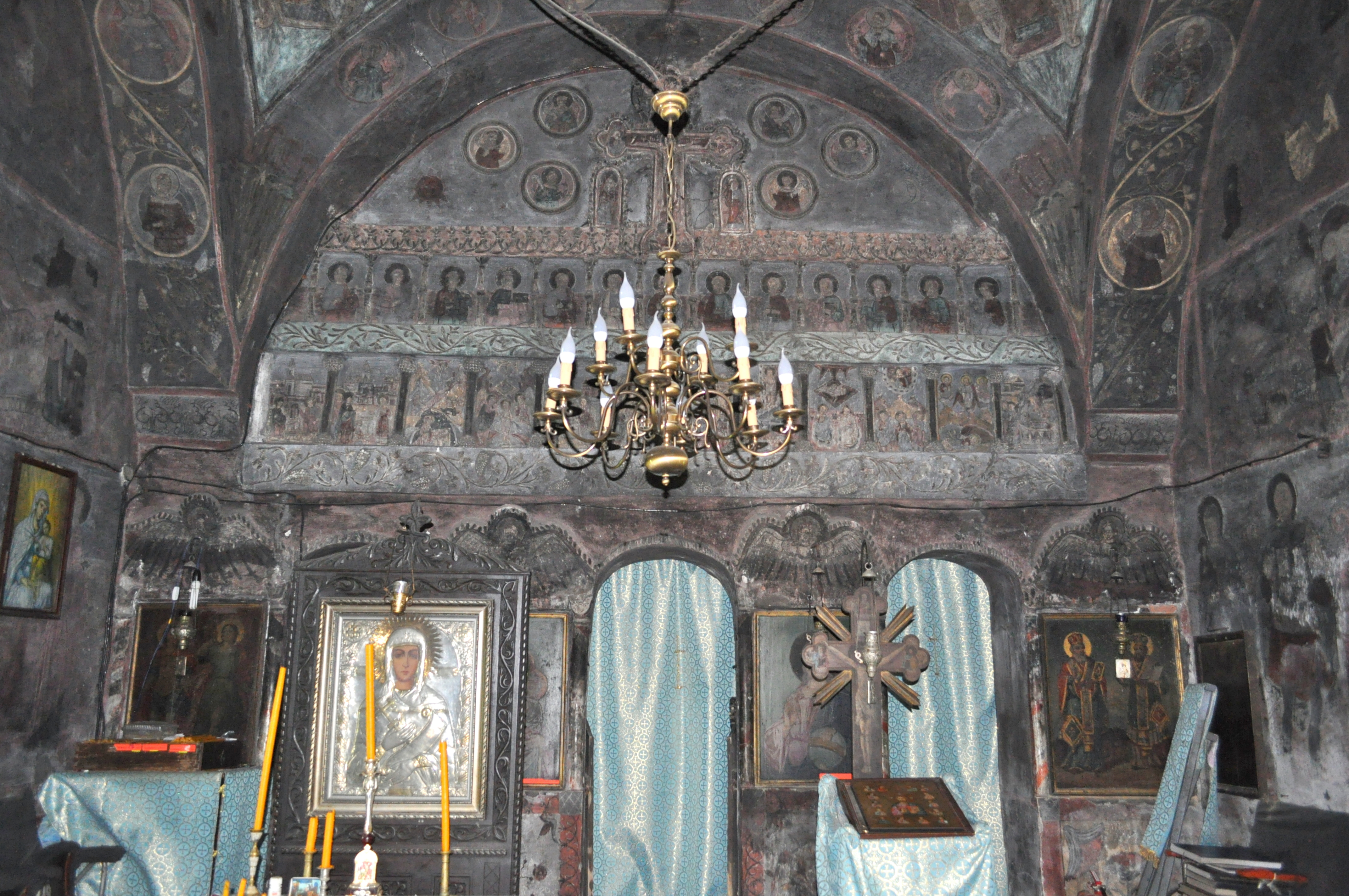
Biserica Sfântul Nicolae din Brădiceni (monument istoric)
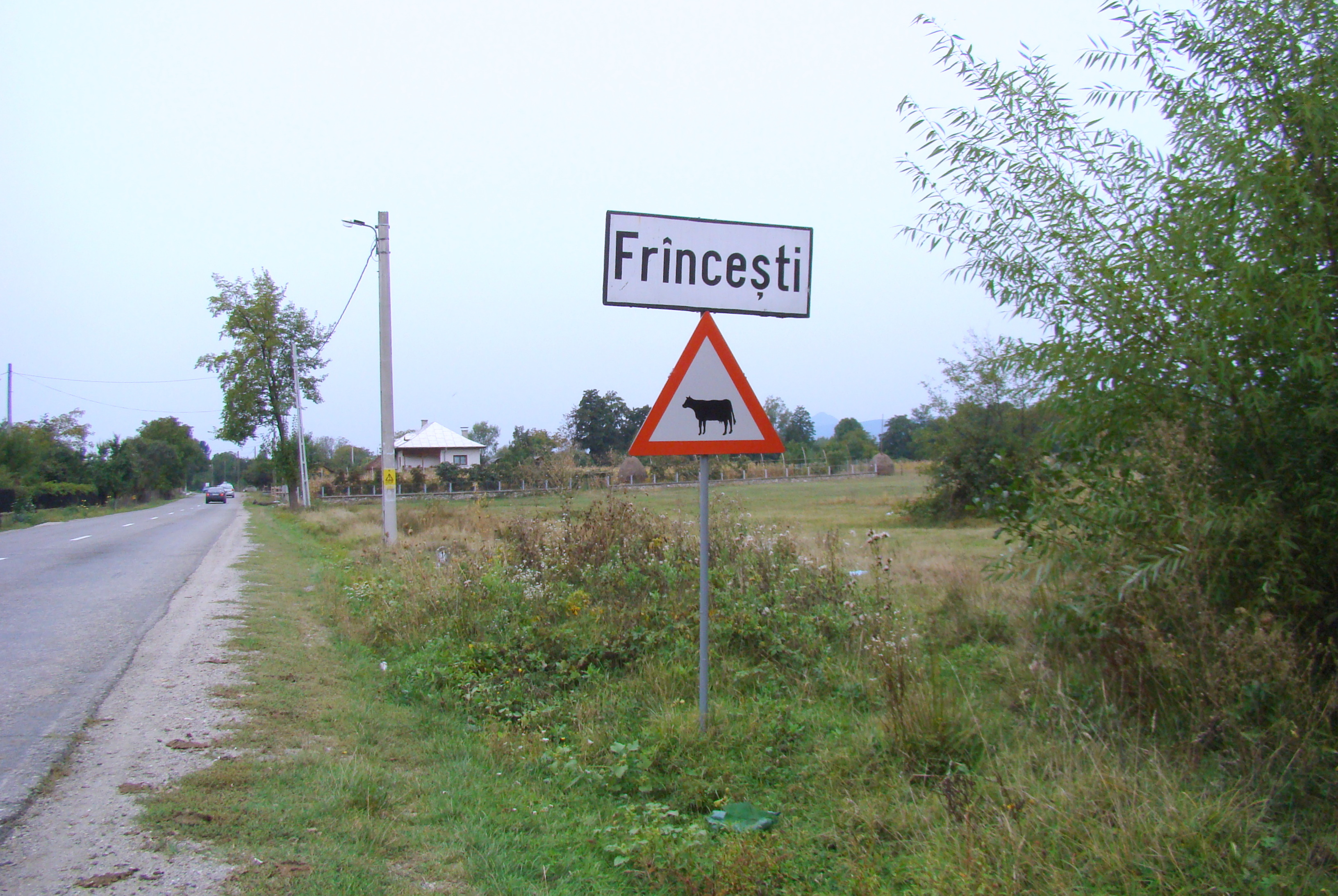
Frâncești
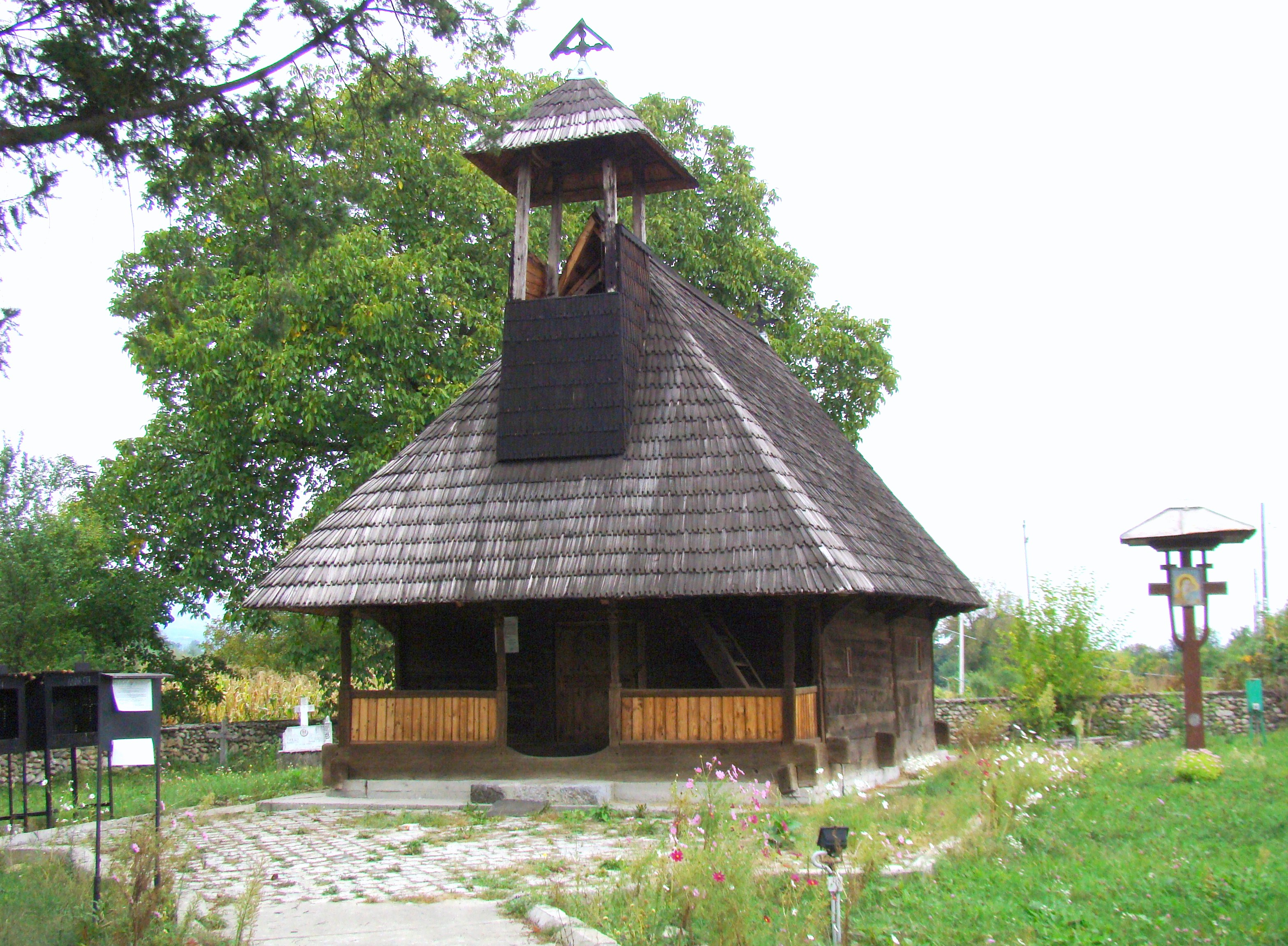
Biserica de lemn din Frâncești-Boașca (monument istoric)
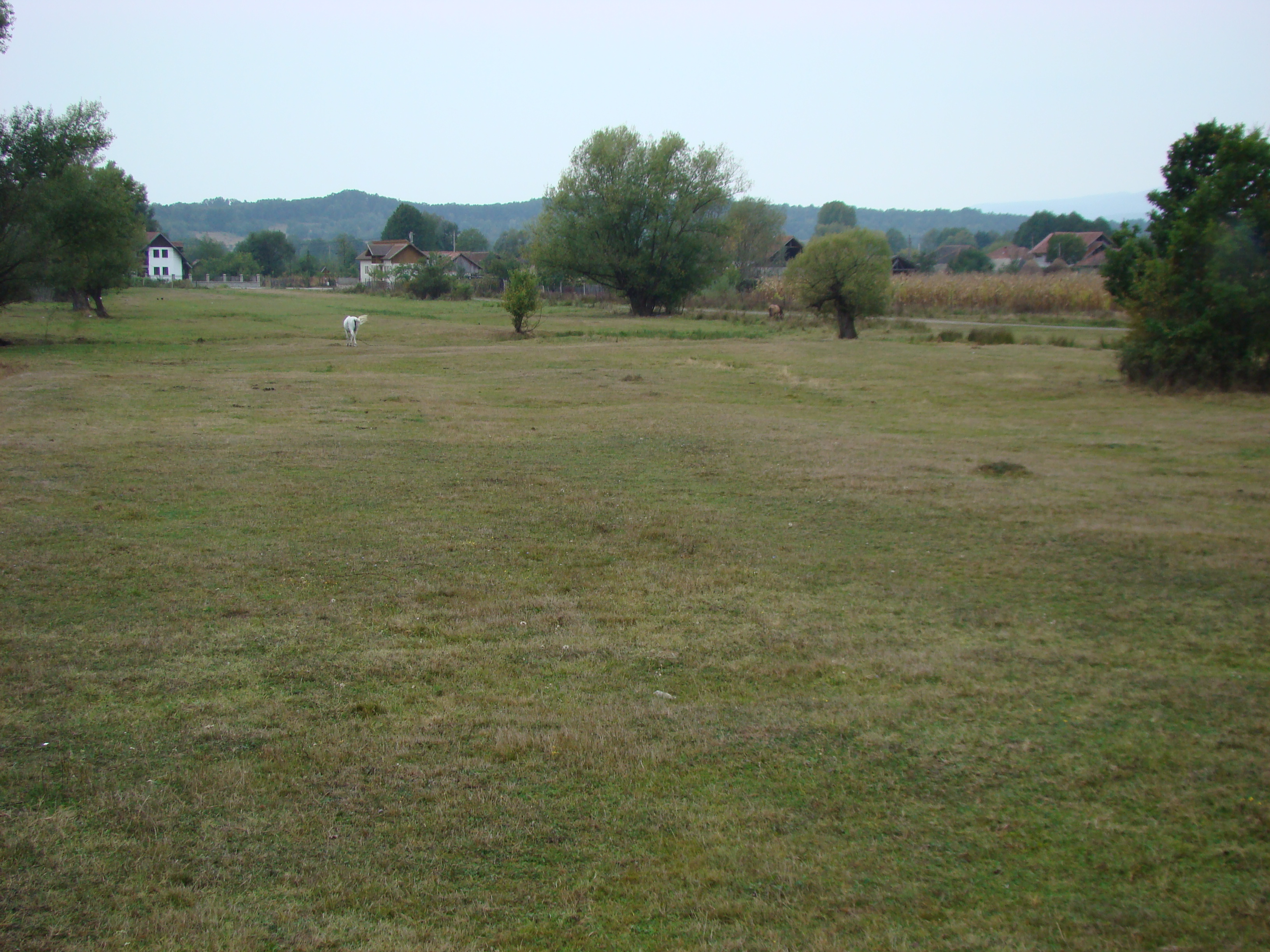
Hobița
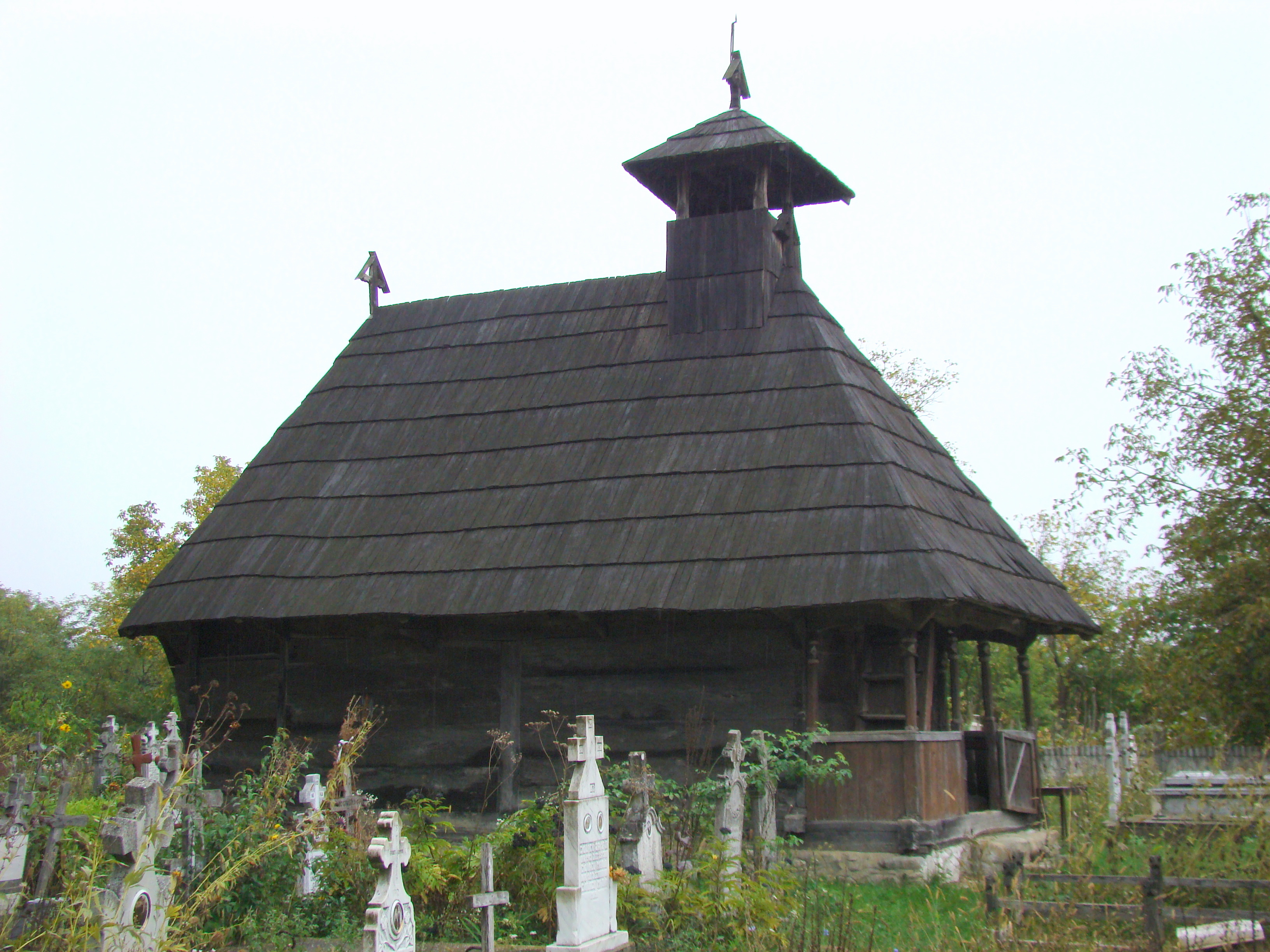
Biserica de lemn din Hobița (monument istoric)
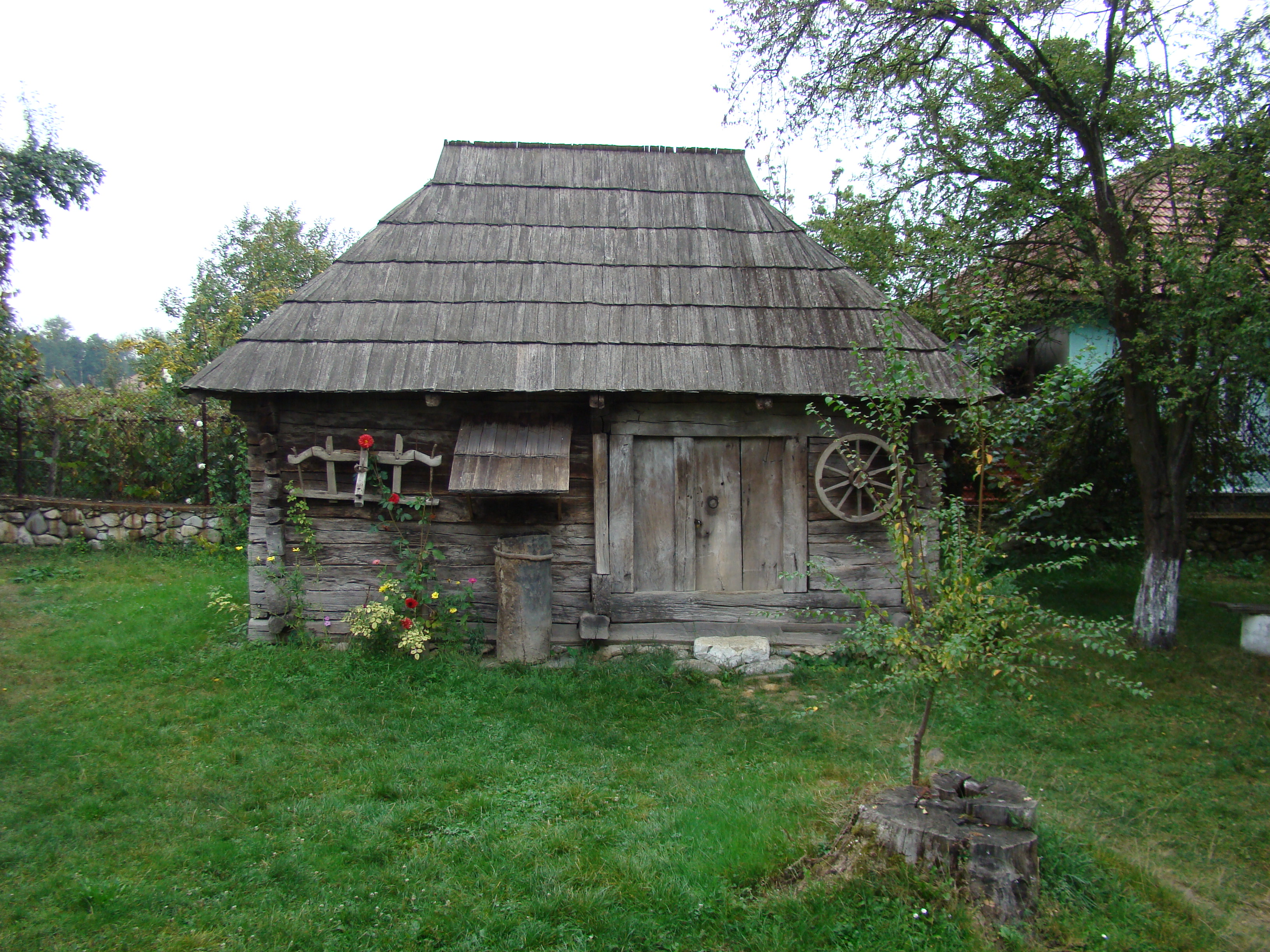
Casa memorială Constantin Brâncuși (monument istoric)
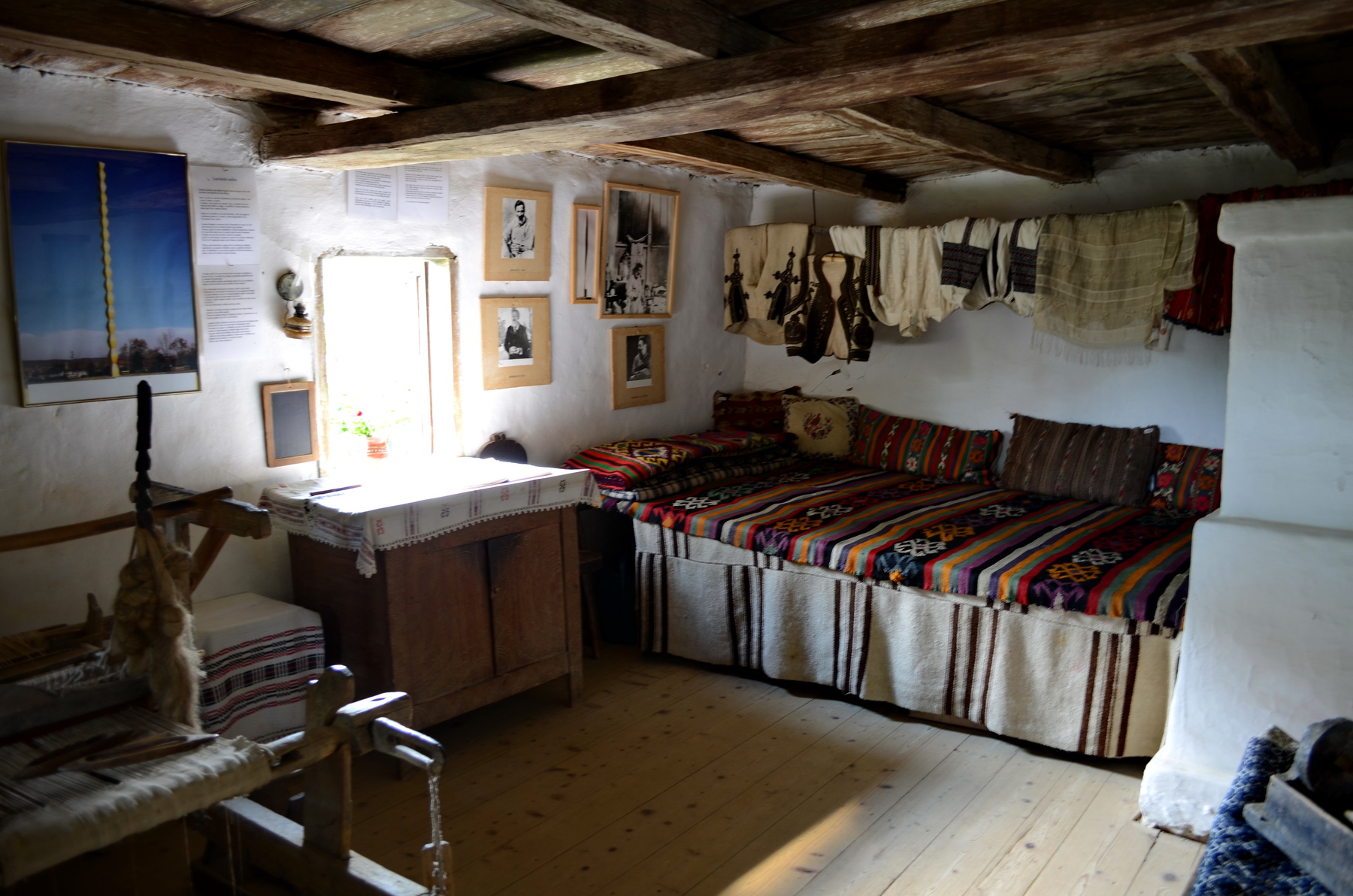
Casa memorială Constantin Brâncuși (monument istoric)
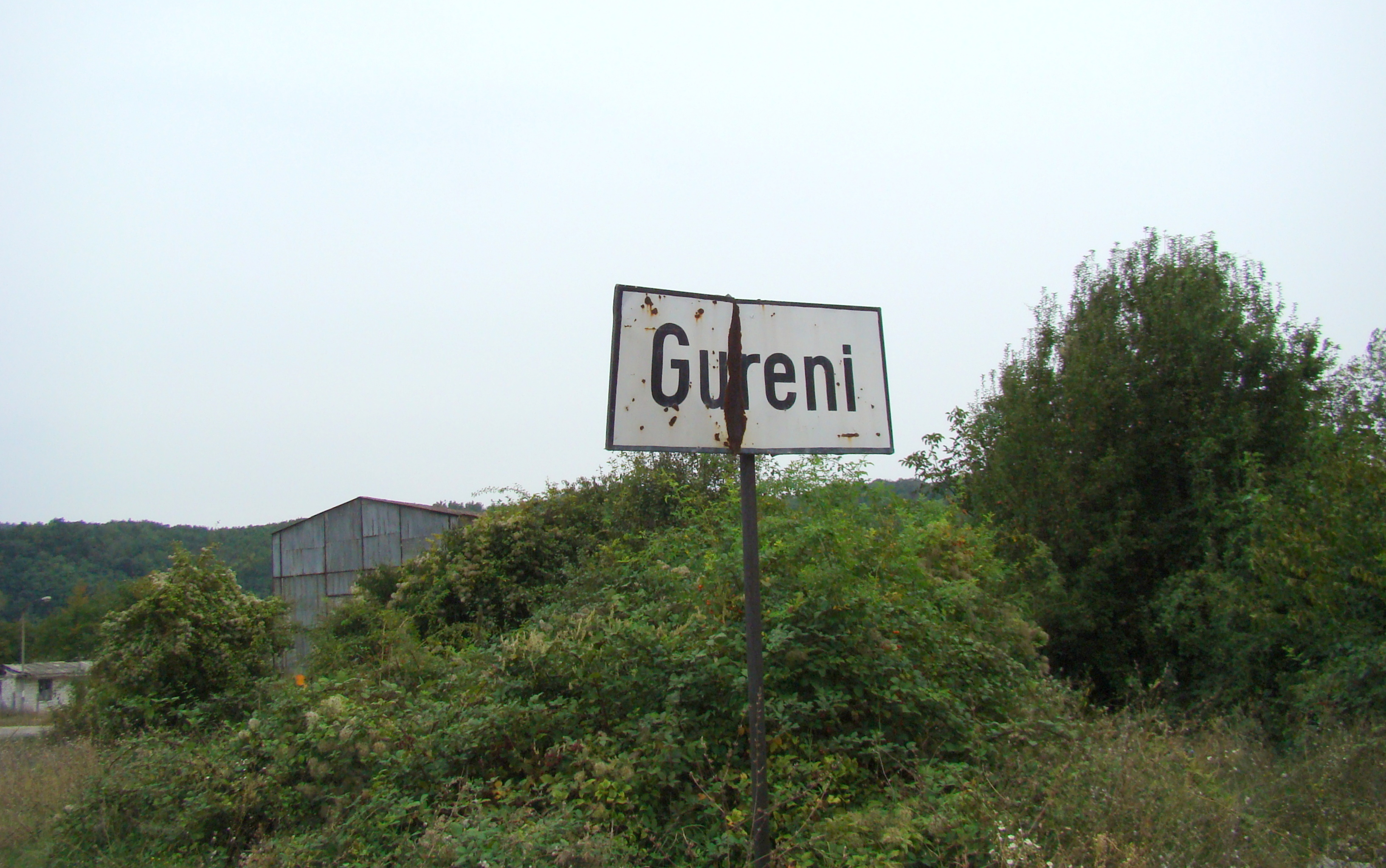
Gureni
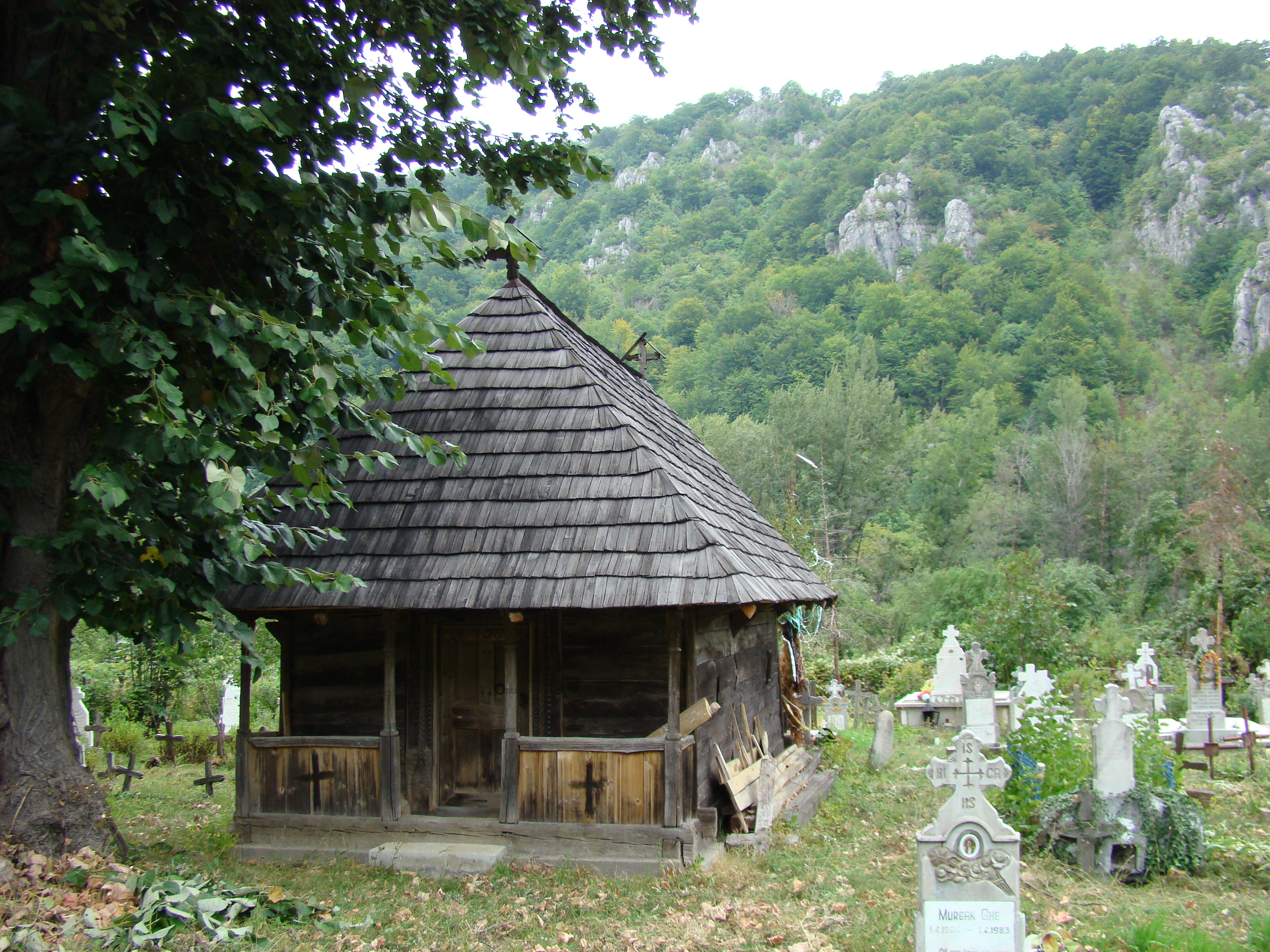
Biserica de lemn din Gureni (monument istoric)